# Tim Pratt
Tim Pratt, ook schrijvend als T.A. Pratt, (Goldsboro, North Carolina, 12 december 1976) is een Amerikaans sciencefiction- en fantasyschrijver en dichter.  In 1999 nam hij deel aan de Clarion Workshop.
Pratt won de Hugo Award voor beste kort verhaal in 2007 met Impossible Dreams. Hij kreeg de Rhysling Award (een prijs voor gedichten in de SF-, fantasy- en horrorgenres) in 2005 voor Soul Searching.
Hij woont momenteel in Oakland (Californië) met zijn vrouw Heather Shaw en zoon River.  Hij werkt als redacteur voor het SF-tijdschrift Locus.